# Traité de Nürtingen

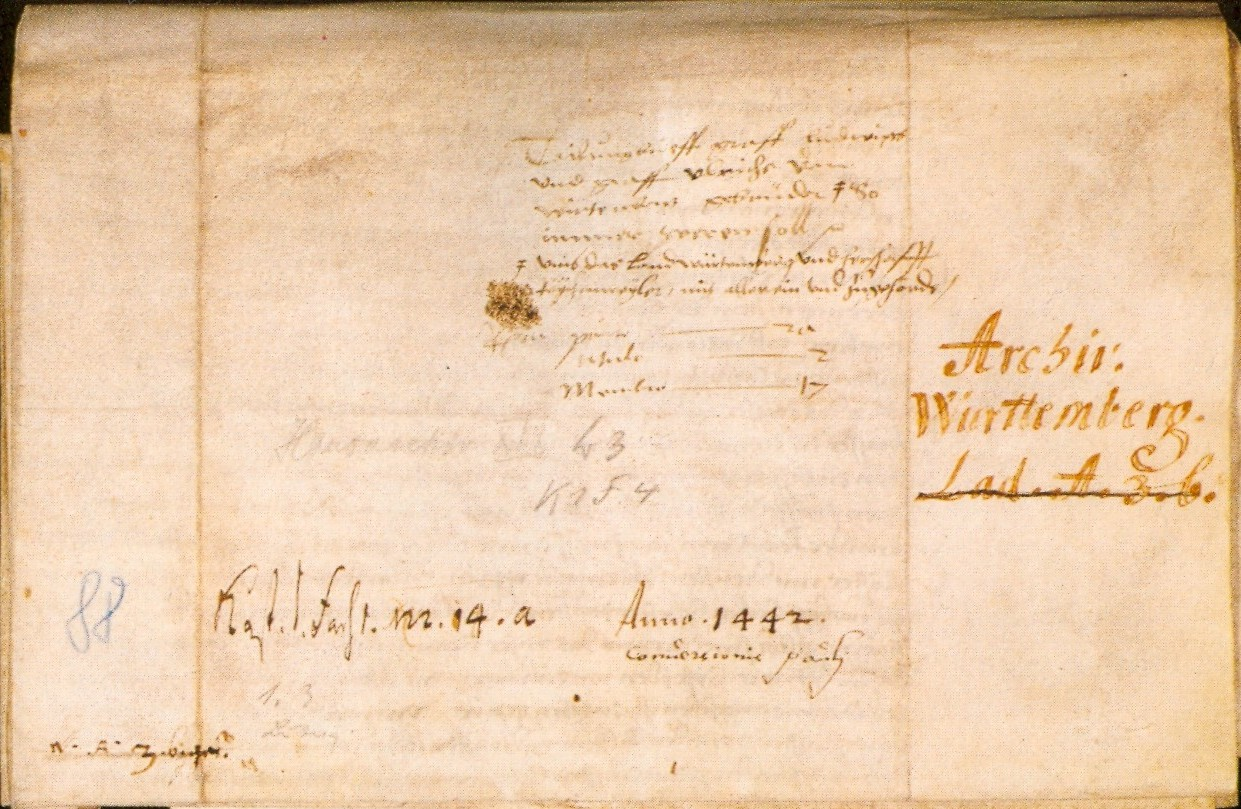
Le contrat de Nürtinger

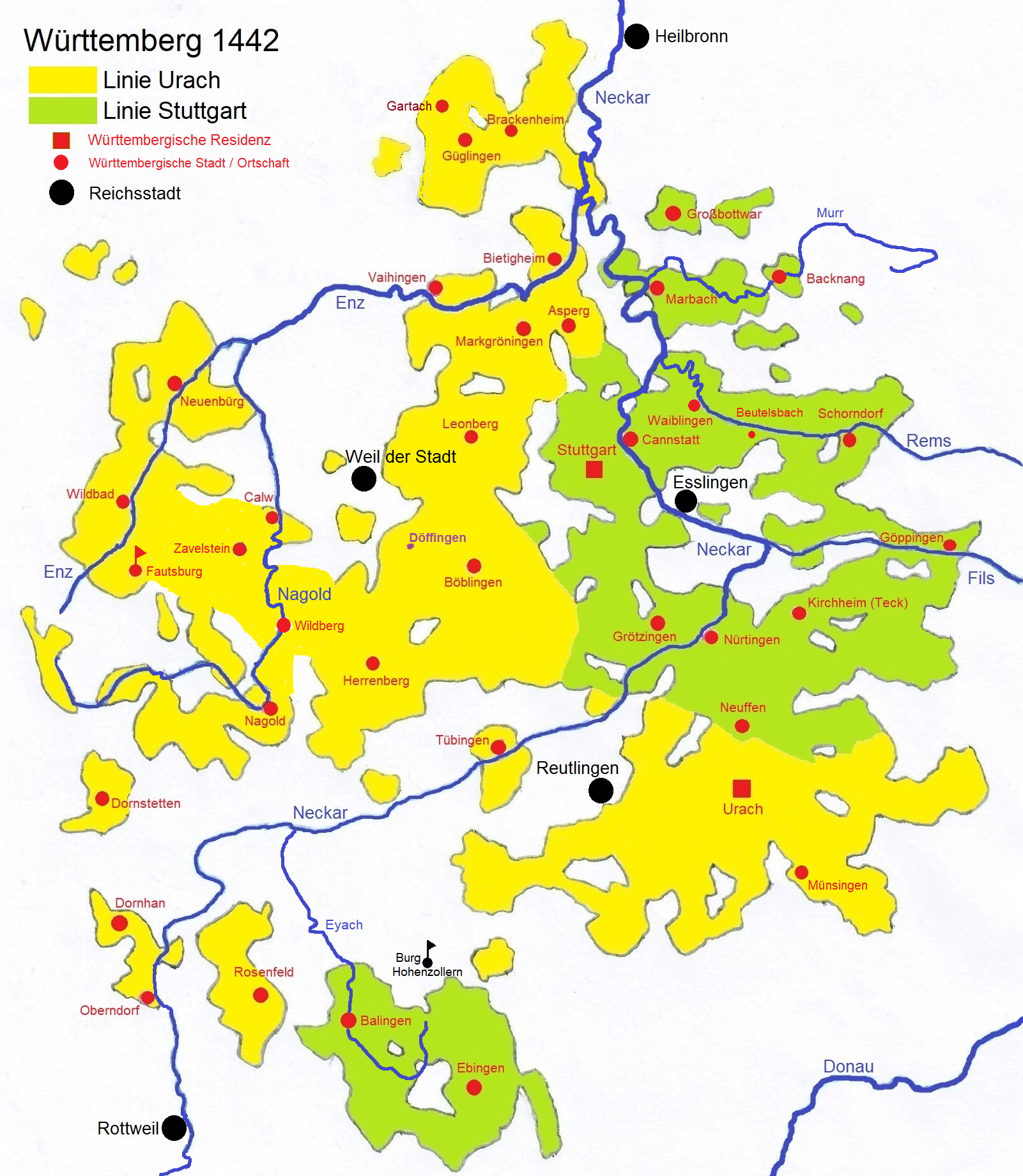
Le tracé de la division

Le contrat de Nürtingen est signé le 25 janvier 1442 entre les deux comtes de Wurtemberg  Louis IV et son frère Ulrich V de Wurtemberg. 
Il sépare de manière permanente le comté de Wurtemberg en deux parties. La part d'Ulrich V comprend entre autres les villes de Cannstatt, Göppingen, Marbach, Neuffen, Nürtingen, Schorndorf, Waiblingen et  Bad Urach ; celle de Louis les villes de Balingen, Calw, Herrenberg, Münsingen, Tuttlingen et Tübingen. Déjà un an auparavant, à la suite du mariage d'Ulrich avec Marguerite de Clèves le pays avait été partagé, mais seulement pour un durée de quatre ans et dans une délimitation différente.
Le comté de Wurtemberg est réunifié par le traité de Münsingen du 14 décembre 1482, puis la division est définitivement abrogée lors de la paix d'Esslingen en 1492.

## Sources
- (de) Cet article est partiellement ou en totalité issu de l’article de Wikipédia en allemand intitulé « Nürtinger Vertrag » (voir la liste des auteurs).